# الدوري النمساوي 1949–50
الدوري النمساوي الممتاز 1949–50 (بالألمانية: Österreichische Fußballmeisterschaft 1949/50)‏ هو الموسم 39 من  بوندسليغا النمسا لكرة القدم. أقيم خلال الفترة 27 أغسطس 1949 وحتى 24 يونيو 1950، وأشرف على تنظيمه اتحاد النمسا لكرة القدم، وكان عدد الأندية المشاركة فيه  13، وفاز فيه أوستريا فيينا.